# Doug Rogers
Alfred Harold Douglas Rogers –conocido como Doug Rogers– (Truro, 26 de enero de 1941-Vancouver, 20 de julio de 2020) fue un deportista canadiense que compitió en judo.
A los quince años, se unió al club de judo en el YMCA de Montreal y luego se mudó al dojo Seidokan de Montreal. Fue a Japón en 1960,  a los diecinueve años, para estudiar en el Instituto Kodokan. Entrenó a tiempo completo con Masahiko Kimura, ampliamente considerado uno de los mejores judocas de todos los tiempos.
Participó en dos Juegos Olímpicos de Verano en los años 1964 y 1972, obtuvo una medalla de plata en la edición de Tokio 1964 en la categoría de +80 k, que lo convirtió en el primer medallista olímpico de judo canadiense en los primeros Juegos Olímpicos donde el judo estaba en el programa.
En los Juegos Panamericanos de 1967 consiguió dos medallas.
Ganó una medalla de bronce en el Campeonato Mundial de Judo de 1965, y una medalla de oro en el Campeonato Panamericano de Judo de 1965.
En 1973 fue incluido en el Salón de la Fama de la Asociación Olímpica Canadiense y en 1996 en el de Judo Canada Hall of Fame.
Vivía en Vancouver donde era invitado como entrenador en numerosos dojos.

## Palmarés internacional
| Juegos Olímpicos        | Juegos Olímpicos                | Juegos Olímpicos  | Juegos Olímpicos |
| Año                     | Lugar                           | Medalla           | Categoría        |
| ----------------------- | ------------------------------- | ----------------- | ---------------- |
| 1964                    | Tokio (Japón)                   | Medalla de plata  | +80 kg           |
| Campeonato Mundial      |                                 |                   |                  |
| Año                     | Lugar                           | Medalla           | Categoría        |
| 1965                    | Río de Janeiro (Brasil)         | Medalla de bronce | +80 kg           |
| Juegos Panamericanos    |                                 |                   |                  |
| Año                     | Lugar                           | Medalla           | Categoría        |
| 1967                    | Winnipeg (Canadá)               | Medalla de oro    | Abierta          |
| 1967                    | Winnipeg (Canadá)               | Medalla de plata  | +93 kg           |
| Campeonato Panamericano |                                 |                   |                  |
| Año                     | Lugar                           | Medalla           | Categoría        |
| 1965                    | Ciudad de Guatemala (Guatemala) | Medalla de oro    | Abierta          |